# Grégoire Delacourt
Grégoire Delacourt (Valenciennes, 26 de juliol de 1960) és un publicitari i escriptor francès.

## Biografia
En la seva joventut, fou intern al col·legi jesuïta La Providence a Amiens. Obté el seu batxillerat a Lilla; a continuació, comença estudis de dret a Grenoble, que aviat deixa córrer. Es converteix en publicitari l'any 1982. Després de ser acomiadat de la seva empresa va decidir fundar la seva pròpia agència i crea l'any 2004, amb la seva dona, Dana Philp, l'agència de publicitat "Quelle Belle Journée", amb la qual signa contractes amb marques com Sephora, GO Sport, Caudalie, Folio (Gallimard), Taittinger, Crozatier, Directours, Unilever… 
Publica la seva primera novel·la amb cinquanta anys, L'Écrivain de la famille (més de 20.000 exemplars venuts en format normal, 100.000 en edició de butxaca), a continuació La Liste de mes envies l'any 2012, que es converteix molt ràpidament en un best-seller amb més de 500.000 exemplars venuts abans de la seva sortida en Livre de Poche, en què passa dels 700.000 exemplars. La liste de mes envies ha estat objecte d'una adaptació al teatre interpretada per Mikaël Chirinian, posada en escena per Anne Bouvier i produïda per Salomé Lelouch, de gener a maig de 2013 al Ciné 13 Teatre. A continuació, en Avignon au Off i novament al Ciné 13 Teatre, de setembre de 2014 fins al 12 de gener de 2015. Aquesta adaptació suposa per a Mikaël Chirinian una nominació als Molières 2014 en la categoria "Sol en escena". L'adaptació cinematogràfica, produïda per Clémentine Dabadie i Thomas Viguier, ha estat confiada a Didier Le Pecheur, amb Mathilde Seigner, Marc Lavoine i Patrick Chesnais en els papers principals. El film es va estrenar el maig de 2014 i totalitza més de 440.000 entrades. L'octubre de 2016, se'n crea a Montreal una nova versió teatral, adaptació de Maryse Warda, posada en escena de Marie-Thérèse Fortin, amb Marie-Chantal Perron en el paper de Jocelyne. El gener de 2017, se'n produeix una tercera versió teatral a Brussel·les al Teatre de la Samaritaine, adaptada i interpretada per Lorette Goosse i posada en escena per Christian Dalimier. Una quarta adaptació veu el dia a Espanya.
La seva tercera novel·la, La Première chose qu'on regarde, surt l'abril de 2013 i, a part d'un procés amb Scarlett Johansson a qui desestimen totes les seves demandes però obté, tanmateix, 2.500 euros de danys, per accés a la seva vida privada, treu més de 150.000 exemplars. David Barron, productor dels films de Harry Potter, n'adquireix els drets per al cinema.
On ne voyait que le bonheur surt el 20 d'agost de 2014, i figura en la primera llista del Premi Goncourt i entra en la segona llista del Premi dels Libraires 2015. Arriba segona al Goncourt dels instituts, darrere de Charlotte de David Foenkinos. Obté el títol de «Millor novel·la de l'any 2014» concedit pels periodistes de Le Parisien. Des de juliol de 2017 a Avinyó, On ne voyait que le bonheur és objecte d'una daptació al teatre per Gregori Baquet, que es posa en escena al costat de Muriel Huet dels Aunay.
Les Quatre saisons de l'été surt el 29 d'abril de 2015 i es posa en escena, el mateix estiu, al Le Touquet-Paris-Plage: els amors d'estiu de quatre parelles de quinze, trenta-cinc, cinquanta-cinc i setanta-cinc anys. A Alemanya, el llibre es classifica al Top 10 de la llista dels best-sellers de l'Spiegel.
El 28 de febrer de 2018, Lattès publica la seva setena novel·la, La femme qui ne vieillissait pas.

## Obres

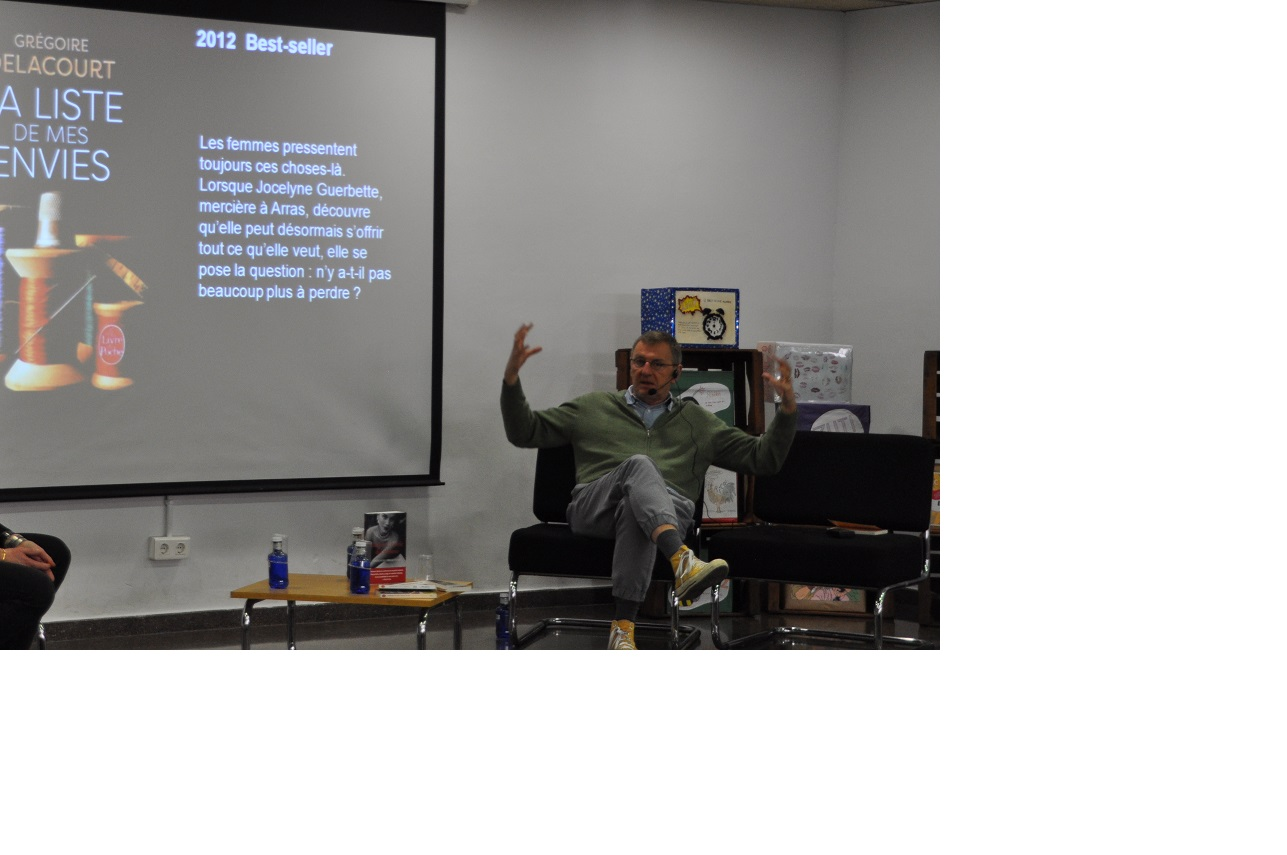
Gregoire Delacourt en una xerrada a Badalona

- L'Écrivain de la famille, París, Edicions Jean-Claude Lattès, col. « Littérature française», 2011, 250 pàg, ISBN 978-2-7096-3547-9[17]

- Premi Marcel Pagnol 2011
- Premi Rive Gaucje a París 2011
- Premi Carrefour del Primera Novel·la 2011
- Premi Cor de França 2011
- Premi del primer novel·la Méo Camuzet 2011
- La Liste de mes envies, París, Edicions Jean-Claude Lattès, col. «Littérature française», 2012, 186 pàg. ISBN 978-2-7096-3818-0[23][24]

- Premi Mediterrani dels Lycéens 2013
- Premi dels Lycéens 2013 de la Ciutat de Gujan-Mestras
- Premi Livresse de Llegir 2013
- La Première Chose qu'on regarde, París, Edicions Jean-Claude Lattès, col. «Littérature française», 2013, 250 pàg. ISBN 978-2-7096-4286-6
- On ne voyait que le bonheur, París, Edicions Jean-Claude Lattès, col. «Littérature française», 2014, 360 pàg. ISBN 978-2-7096-4746-5

- Premi de les Lectores Edelweiss (Suïssa)
- Premi Goncourt dels Fougères 2014
- Millor novel·la de l'any 2014
- Les Quatre Saisons de l'été, París, Edicions Jean-Claude Lattès, col. "Littérature française", 2015, 270 pàg. ISBN 978-2-7096-4933-9[30]
- Danser au bord de l'abîme, París, Edicions Jean-Claude Lattès, col. "Littérature française", 2017, 320 pàg. ISBN 978-2-7096-5956-7
- La femme qui ne vieillissait pas. Edicions Jean-Claude Lattès, coll "Littérature française", 2018. 245 pàg. ISBN 978-2-7096-6183-6